# Бачин, Игнатий Антонович
Игнатий Антонович Бачин (1852 — 8 января 1883) — крестьянин с. Дятлицы (Гостилицкая волость, Петергофский уезд, Петербургская губерния), деятель революционного движения в России.

## Биография
Родился около 1852 года. Работал слесарем на Патронном и Невском механических заводах в Санкт-Петербурге. Через Михаила Орлова познакомился с чайковцами и в 1873 году принимал участие в пропангдистских кружках Низовкина и Синегуба.
Впервые был арестован в апреле 1874 года и после кратковременного заключения отдан под надзор полиции. Продолжал поддерживать сношения с пропагандистами и в сентябре того же года был арестован вторично в Москве за участие в преступном сообществе.
Находился в заключении год и десять месяцев. С 13 января 1875 года по 15 января 1876 года содержался в Петропавловской крепости, из которой был переведён в Дом предварительного заключения. По высочайшему повелению 15 июля 1876 года дело о нём был прекращено, так как «по следствию оказался слепым орудием в руках агитаторов», отдан под гласный надзор полиции на родине, куда выехал 26 сентября того же года. Летом того же года после неудачного хождения в народ, ездил по южным городам России для пропаганды. С 1877 года входил в состав «Общества друзей». Был членом Северного рабочего союза.
Был задержан в мае 1881 года с подложным паспортом на имя поселенца Ант. Игнатьева в Иркутске, куда поехал с целью освобождения Марка Натансона. По приговору Иркутского губернского суда за проживание по чужому виду на жительство лишён всех прав состояний и после 6-месячного ареста водворён в Намском улусе Якутского округа.
4 января 1883 года убил проживавшую с ним Елизавету Южакову (по официальной версии, задушил из ревности в припадке психоза) и 8 января того же года покончил самоубийством (отравился).